# نادي نانت لكرة اليد
نادي نانت لكرة اليد هو نادي كرة يد في فرنسا تأسس في سنة 1953. يلعب في الدوري الفرنسي لكرة اليد. تبلغ سعة ملعبه 4800 متفرجا.